# Final de la Copa Colombia 2018
La final de la Copa Colombia 2018 fueron una serie de partidos de fútbol disputados entre Atlético Nacional y Once Caldas con el propósito de definir el campeón de la Copa Colombia en su edición 2018, competición que reúne a todos los equipos profesionales del fútbol colombiano —Categoría Primera A y Categoría Primera B—. Es la primera final entre los dos únicos campeones en Colombia de la Copa Libertadores de América.

## Llave
| Bandera del departamento de Antioquia | vs. |                   |
| ------------------------------------- | --- | ----------------- |
| Atlético Nacional 4 2                 | vs. | Once Caldas 3 2 1 |

## Estadios
| Medellín                  | Manizales          |
| ------------------------- | ------------------ |
| Estadio Atanasio Girardot | Estadio Palogrande |
| Capacidad: 45 000         | Capacidad: 42 600  |
|                           |                    |

## Camino a la final
Nota: Atlético Nacional clasificó de manera directa, por reglamento, a los octavos de final por lo que no disputó las fases previas.

### Atlético Nacional
| 15 de agosto                                                           | Octavos de final | Atanasio Girardot, Medellín                  | Atlético Nacional | 1 : 0 | Patriotas         |
| 21 de agosto                                                           | Octavos de final | La Independencia, Tunja                      | Patriotas         | 0 : 1 | Atlético Nacional |
| Atlético Nacional clasificó a cuartos de final con un global de 2:0    |                  |                                              |                   |       |                   |
| 13 de septiembre                                                       | Cuartos de final | Atanasio Girardot, Medellín                  | Atlético Nacional | 1 : 0 | Junior            |
| 19 de septiembre                                                       | Cuartos de final | Metropolitano Roberto Meléndez, Barranquilla | Junior            | 0 : 0 | Atlético Nacional |
| Atlético Nacional se clasificó a las semifinales con un global de 1:0. |                  |                                              |                   |       |                   |
| 3 de octubre                                                           | Semifinales      | Metropolitano Ciudad de Itagüí, Itagüí       | Leones            | 0 : 1 | Atlético Nacional |
| 11 de octubre                                                          | Semifinales      | Atanasio Girardot, Medellín                  | Atlético Nacional | 3 : 1 | Leones            |
| Atlético Nacional avanzó a la final con un resultado global de 4:1.    |                  |                                              |                   |       |                   |

|  |                               |
|  | Triunfo de Atlético Nacional. |
|  | Empate.                       |
|  | Derrota de Atlético Nacional. |

### Once Caldas
| 2 de mayo                                                                         | Fase III         | Palogrande, Manizales             | Once Caldas            | 2 : 0       | Barranquilla F. C.     |
| 10 de mayo                                                                        | Fase III         | La Independencia, Tunja           | Barranquilla F. C.     | 1 : 2       | Once Caldas            |
| Once Caldas clasificó a octavos de final con un global de 4:1                     |                  |                                   |                        |             |                        |
| 16 de agosto                                                                      | Octavos de final | Atanasio Girardot, Medellín       | Independiente Medellín | 0 : 1       | Once Caldas            |
| 30 de agosto                                                                      | Octavos de final | Palogrande, Manizales             | Once Caldas            | 2 : 1       | Independiente Medellín |
| Once Caldas clasificó a cuartos de final con un global de 3:1                     |                  |                                   |                        |             |                        |
| 12 de septiembre                                                                  | Cuartos de final | Nemesio Camacho El Campín, Bogotá | Santa Fe               | 1 : 1       | Once Caldas            |
| 26 de septiembre                                                                  | Cuartos de final | Palogrande, Manizales             | Once Caldas            | 0 : 0 (6:5) | Santa Fe               |
| Once Caldas se clasificó a las semifinales con un global de 1:1, 6:5 en penaltis. |                  |                                   |                        |             |                        |
| 5 de octubre                                                                      | Semifinales      | Palogrande, Manizales             | Once Caldas            | 1 : 0       | Millonarios            |
| 12 de octubre                                                                     | Semifinales      | Nemesio Camacho El Campín, Bogotá | Millonarios            | 1 : 1       | Once Caldas            |
| Once Caldas avanzó a la final con un resultado global de 2:1.                     |                  |                                   |                        |             |                        |

|  |                         |
|  | Triunfo de Once Caldas. |
|  | Empate.                 |
|  | Derrota de Once Caldas. |

## Partidos

#### Partido de ida
| 12         | Guardameta     | José Fernando Cuadrado |     |
| 5          | Defensa        | Andrés Correa          |     |
| 19         | Defensa        | David Gómez            |     |
| 2          | Defensa        | Diego Peralta          |     |
| 23         | Defensa        | Edwin Velasco          |     |
| 4          | Centrocampista | Diego Arias            |     |
| 10         | Centrocampista | Juan Pablo Nieto       |     |
| 17         | Centrocampista | Juan David Rodríguez   | 71' |
| 15         | Delantero      | Johan Carbonero        | 46' |
| 28         | Delantero      | David Lemos            | 81' |
| 18         | Delantero      | Ricardo Steer          |     |
| Entrenador | Entrenador     | Hubert Bodhert         |     |

| 25         | Guardameta     | Christian Vargas     |     |
| 13         | Defensa        | Helibelton Palacios  |     |
| 3          | Defensa        | Felipe Aguilar       |     |
| 12         | Defensa        | Alexis Henríquez     |     |
| 15         | Defensa        | Deiver Machado       |     |
| 21         | Centrocampista | Jorman Campuzano     |     |
| 27         | Centrocampista | Gonzalo Castellani   |     |
| 29         | Centrocampista | Aldo Leão Ramírez    |     |
| 19         | Centrocampista | Yerson Candelo       | 75' |
| 16         | Centrocampista | Vladimir Hernández   |     |
| 11         | Delantero      | Carlos Rivas         | 89' |
| Entrenador | Entrenador     | Hernán Darío Herrera |     |

| 21 | Delantero      | Marcelino Carreazo | 46' |
| 20 | Centrocampista | Mauricio Restrepo  | 71' |
| 11 | Delantero      | César Amaya        | 81' |

| 14 | Delantero | Reinaldo Lenis   | 75' |
| 2  | Defensa   | Daniel Bocanegra | 89' |

| Anotado | 41' | Ricardo Steer |  | 1 - 1 |
| Anotado | 48' | Ricardo Steer |  | 2 - 1 |

| Anotado | 31' | Aldo Leão Ramírez |  | 0 - 1 |
| Anotado | 78' | Aldo Leão Ramírez |  | 2 - 2 |

| Amonestado | 14'    | Juan David Rodríguez |
| Amonestado | 30'    | Diego Peralta        |
| Amonestado | 76'    | Ricardo Steer        |
| Amonestado | 90'+1' | César Amaya          |

| Amonestado | 14' | Felipe Aguilar      |
| Amonestado | 20' | Jorman Campuzano    |
| Amonestado | 64' | Helibelton Palacios |

|  |

| Otorgado · Expulsado | 87' | Helibelton Palacios |

| Árbitro             | Carlos Betancur |
| Árbitros asistentes | Wilmar Navarro  |
| Árbitros asistentes | Sebastián Vela  |
| Cuarto árbitro      | Heider Castro   |

| 12         | Guardameta     | José Fernando Cuadrado |     |
| 5          | Defensa        | Andrés Correa          |     |
| 19         | Defensa        | David Gómez            |     |
| 2          | Defensa        | Diego Peralta          |     |
| 23         | Defensa        | Edwin Velasco          |     |
| 4          | Centrocampista | Diego Arias            |     |
| 10         | Centrocampista | Juan Pablo Nieto       |     |
| 17         | Centrocampista | Juan David Rodríguez   | 71' |
| 15         | Delantero      | Johan Carbonero        | 46' |
| 28         | Delantero      | David Lemos            | 81' |
| 18         | Delantero      | Ricardo Steer          |     |
| Entrenador | Entrenador     | Hubert Bodhert         |     |

| 25         | Guardameta     | Christian Vargas     |     |
| 13         | Defensa        | Helibelton Palacios  |     |
| 3          | Defensa        | Felipe Aguilar       |     |
| 12         | Defensa        | Alexis Henríquez     |     |
| 15         | Defensa        | Deiver Machado       |     |
| 21         | Centrocampista | Jorman Campuzano     |     |
| 27         | Centrocampista | Gonzalo Castellani   |     |
| 29         | Centrocampista | Aldo Leão Ramírez    |     |
| 19         | Centrocampista | Yerson Candelo       | 75' |
| 16         | Centrocampista | Vladimir Hernández   |     |
| 11         | Delantero      | Carlos Rivas         | 89' |
| Entrenador | Entrenador     | Hernán Darío Herrera |     |

| 21 | Delantero      | Marcelino Carreazo | 46' |
| 20 | Centrocampista | Mauricio Restrepo  | 71' |
| 11 | Delantero      | César Amaya        | 81' |

| 14 | Delantero | Reinaldo Lenis   | 75' |
| 2  | Defensa   | Daniel Bocanegra | 89' |

| Anotado | 41' | Ricardo Steer |  | 1 - 1 |
| Anotado | 48' | Ricardo Steer |  | 2 - 1 |

| Anotado | 31' | Aldo Leão Ramírez |  | 0 - 1 |
| Anotado | 78' | Aldo Leão Ramírez |  | 2 - 2 |

| Amonestado | 14'    | Juan David Rodríguez |
| Amonestado | 30'    | Diego Peralta        |
| Amonestado | 76'    | Ricardo Steer        |
| Amonestado | 90'+1' | César Amaya          |

| Amonestado | 14' | Felipe Aguilar      |
| Amonestado | 20' | Jorman Campuzano    |
| Amonestado | 64' | Helibelton Palacios |

|  |

| Otorgado · Expulsado | 87' | Helibelton Palacios |

| Árbitro             | Carlos Betancur |
| Árbitros asistentes | Wilmar Navarro  |
| Árbitros asistentes | Sebastián Vela  |
| Cuarto árbitro      | Heider Castro   |

### Partido de vuelta
| 25         | Guardameta     | Christian Vargas     |        |
| 2          | Defensa        | Daniel Bocanegra     |        |
| 3          | Defensa        | Felipe Aguilar       |        |
| 12         | Defensa        | Alexis Henríquez     |        |
| 15         | Defensa        | Deiver Machado       |        |
| 21         | Centrocampista | Jorman Campuzano     |        |
| 27         | Centrocampista | Gonzalo Castellani   | 72'    |
| 29         | Centrocampista | Aldo Leão Ramírez    | 90'+2' |
| 16         | Centrocampista | Vladimir Hernández   |        |
| 20         | Delantero      | Jeison Lucumí        |        |
| 11         | Delantero      | Carlos Rivas         | 85'    |
| Entrenador | Entrenador     | Hernán Darío Herrera |        |

| 12         | Guardameta     | José Fernando Cuadrado |     |
| 19         | Defensa        | David Gómez            |     |
| 2          | Defensa        | Diego Peralta          |     |
| 5          | Defensa        | Andrés Correa          |     |
| 23         | Defensa        | Edwin Velasco          |     |
| 4          | Centrocampista | Diego Arias            |     |
| 17         | Centrocampista | Juan David Rodríguez   |     |
| 10         | Centrocampista | Juan Pablo Nieto       |     |
| 18         | Delantero      | Ricardo Steer          |     |
| 28         | Delantero      | David Lemos            | 32' |
| 11         | Delantero      | César Amaya            | 62' |
| Entrenador | Entrenador     | Hubert Bodhert         |     |

| 19 | Centrocampista | Yerson Candelo | 72'    |
| 9  | Delantero      | Omar Duarte    | 85'    |
| 6  | Centrocampista | Raúl Loaiza    | 90'+2' |

| 15 | Delantero | Johan Carbonero | 32' 90'+2' |
| 7  | Delantero | Ray Vanegas     | 62'        |
| 22 | Defensa   | Israel Alba     | 90'+2'     |

| Anotado | 45'+2' | Vladimir Hernández |  | 1 - 0 |
| Anotado | 90'+1' | Daniel Bocanegra   |  | 2 - 1 |

| Anotado | 75' | Johan Carbonero |  | 1 - 1 |

| Amonestado | 45'+1' | Jorman Campuzano   |
| Amonestado | 60'    | Vladimir Hernández |

| Amonestado | 18' | Edwin Velasco          |
| Amonestado | 65' | José Fernando Cuadrado |
| Amonestado | 76' | Johan Carbonero        |
| Amonestado | 77' | David Gómez            |
| Amonestado | 78' | Ricardo Steer          |
| Amonestado | 89' | Diego Peralta          |

|  |

| Expulsado | 90'+5' | Ricardo Steer |

| Árbitro             | Mario Herrera      |
| Árbitros asistentes | Dionisio Ruiz      |
| Árbitros asistentes | Herminzul Calderon |
| Cuarto árbitro      | Nolberto Ararat    |

| 25         | Guardameta     | Christian Vargas     |        |
| 2          | Defensa        | Daniel Bocanegra     |        |
| 3          | Defensa        | Felipe Aguilar       |        |
| 12         | Defensa        | Alexis Henríquez     |        |
| 15         | Defensa        | Deiver Machado       |        |
| 21         | Centrocampista | Jorman Campuzano     |        |
| 27         | Centrocampista | Gonzalo Castellani   | 72'    |
| 29         | Centrocampista | Aldo Leão Ramírez    | 90'+2' |
| 16         | Centrocampista | Vladimir Hernández   |        |
| 20         | Delantero      | Jeison Lucumí        |        |
| 11         | Delantero      | Carlos Rivas         | 85'    |
| Entrenador | Entrenador     | Hernán Darío Herrera |        |

| 12         | Guardameta     | José Fernando Cuadrado |     |
| 19         | Defensa        | David Gómez            |     |
| 2          | Defensa        | Diego Peralta          |     |
| 5          | Defensa        | Andrés Correa          |     |
| 23         | Defensa        | Edwin Velasco          |     |
| 4          | Centrocampista | Diego Arias            |     |
| 17         | Centrocampista | Juan David Rodríguez   |     |
| 10         | Centrocampista | Juan Pablo Nieto       |     |
| 18         | Delantero      | Ricardo Steer          |     |
| 28         | Delantero      | David Lemos            | 32' |
| 11         | Delantero      | César Amaya            | 62' |
| Entrenador | Entrenador     | Hubert Bodhert         |     |

| 19 | Centrocampista | Yerson Candelo | 72'    |
| 9  | Delantero      | Omar Duarte    | 85'    |
| 6  | Centrocampista | Raúl Loaiza    | 90'+2' |

| 15 | Delantero | Johan Carbonero | 32' 90'+2' |
| 7  | Delantero | Ray Vanegas     | 62'        |
| 22 | Defensa   | Israel Alba     | 90'+2'     |

| Anotado | 45'+2' | Vladimir Hernández |  | 1 - 0 |
| Anotado | 90'+1' | Daniel Bocanegra   |  | 2 - 1 |

| Anotado | 75' | Johan Carbonero |  | 1 - 1 |

| Amonestado | 45'+1' | Jorman Campuzano   |
| Amonestado | 60'    | Vladimir Hernández |

| Amonestado | 18' | Edwin Velasco          |
| Amonestado | 65' | José Fernando Cuadrado |
| Amonestado | 76' | Johan Carbonero        |
| Amonestado | 77' | David Gómez            |
| Amonestado | 78' | Ricardo Steer          |
| Amonestado | 89' | Diego Peralta          |

|  |

| Expulsado | 90'+5' | Ricardo Steer |

| Árbitro             | Mario Herrera      |
| Árbitros asistentes | Dionisio Ruiz      |
| Árbitros asistentes | Herminzul Calderon |
| Cuarto árbitro      | Nolberto Ararat    |

|                                     |
| Campeón Atlético Nacional 4° título |